# Unitats de Protecció de les Dones

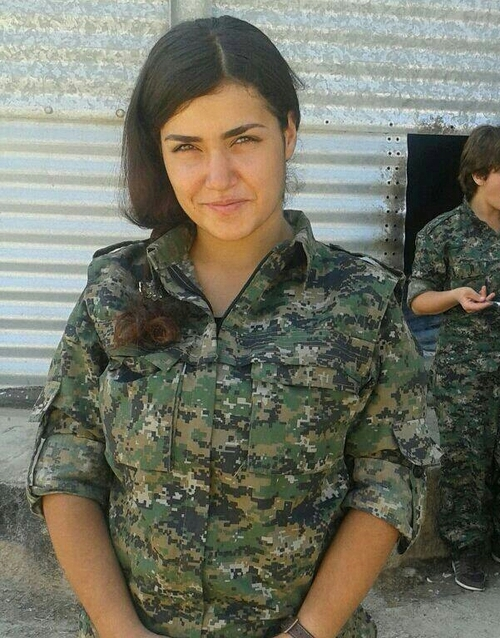
Miliciana amb l'uniforme estàndard

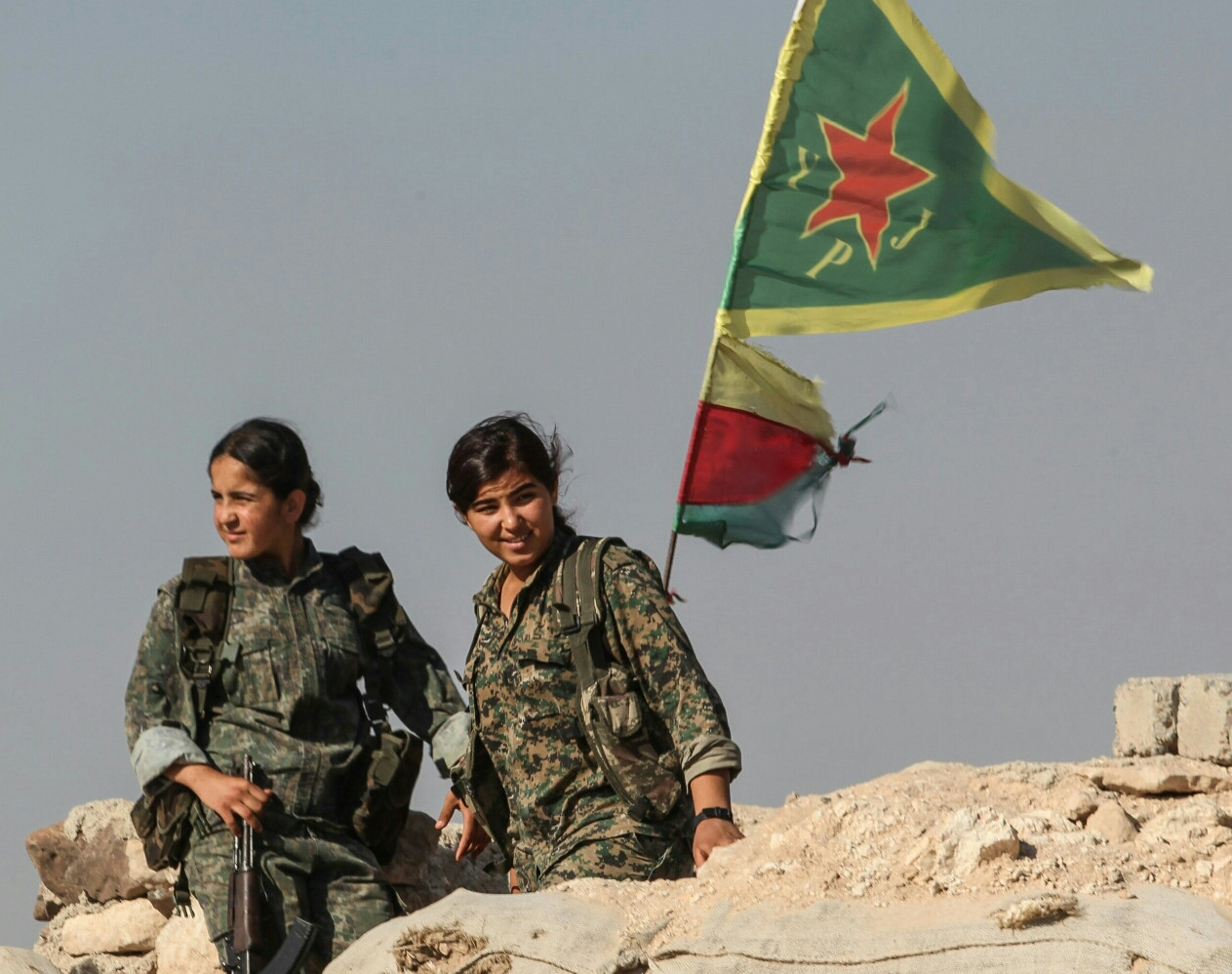
Milicianes amb la bandera al fons

Les Unitats de Protecció de les Dones (kurd: Yekîneyên Parastina Jinê, YPJ, pronunciat Yuh-Pah-Juh; anglès: 'Women's Protection Units') és una organització militar kurda que va ser establerta en l'any 2012 com una brigada militar femenina per a la protecció de les persones.
La YPJ i les YPG —Unitats de Protecció Popular— són l'ala armada d'una coalició kurda que ha pres el control de facto sobre la regió de Rojava, predominantment kurda, al nord de Síria.
Durant la Guerra civil siriana, van ser part del conflicte entre kurds i islamistes, que al Kurdistan occidental durà de 2012 a 2014, i la lluita contra Estat Islàmic en la respectiva intervenció militar.

## Història
L'organització va créixer a partir del moviment de resistència kurd i al final de l'any 2014 tenia més de 7.000 lluitadores voluntàries entre els 18 i els 40 anys (10.000 segons TeleSUR).
No reben finançament de la comunitat internacional i depenen de les comunitats locals per a rebre subministraments i aliments.
La YPJ es va unir a l'organització germana, el YPG, en la lluita contra els grups que van mostrar intencions de portar la guerra civil siriana a les zones kurdes habitades. Ha estat un objectiu en augment dels atacs pels militants de l'ISIL, i han estat involucrades en la batalla de Kobane.

## Ajuda estrangera
Les brigades no reben cap finançament de la comunitat internacional, i confien en les comunitats locals per a rebre subministraments i menjar. Tanmateix, el YPJ juntament amb el YPG va rebre 27 paquets amb un total de 24 tones d'armes petites i municions, així com 10 tones de subministraments mèdics dels Estats Units i el Kurdistan iraquià durant la setge de Kobani.
Diverses persones vingudes de fora s'han sumat a l'organització ja sigui per combatre o col·laborar en altres tasques. Establint una mena de paral·lelisme amb els Brigadistes Internacionals de la Guerra Civil espanyola. Diversos han mort com la britànica Anna Campbell, en el seu cas per un bombardeig turc durant l'anomenada Operació Branca d'Olivera.

## Operacions militars a l'Iraq
El grup va tenir un paper fonamental en el rescat dels milers de yazidis atrapats a la Muntanya de Sinjar pels combatents del ISIL a l'agost de 2014. Una lluitadora va dir: «Hem de controlar l'àrea nosaltres mateixes sense dependre del govern... No ens poden protegir [de l'ISIL], hem de protegir-nos a nosaltres mateixes [i] defensem a tothom ... no importa la raça o religió».

## Ideologia
El grup ha estat elogiat per les feministes per «confrontar les expectatives tradicionals de gènere a la regió» i «la redefinició del paper de les dones en els conflictes a la regió». Segons la fotògrafa Erin Trieb, «les YPJ és en si mateix un moviment feminista, encara que aquesta no és la seva missió principal», que també va afirmar que «volen» la igualtat «entre homes i dones, i una part de per què es van unir era desenvolupar i avançar en les percepcions sobre les dones en la seva cultura».

## Importància en guerra civil siriana
Diverses agència de mitjans kurdes indiquen que «les tropes del YPJ s'han tornat vital en la lluita contra l'ISIL» a Kobane. Els assoliments de les YPJ a Rojava han atret una atenció internacional considerable com un rar exemple d'assoliment femení fort en una regió on les dones han estat fortament reprimides.